# Monade

De omcirkelde stip werd door de Pythagoreeërs en latere Grieken gebruikt om het eerste metafysische wezen, de Monade of Het Absolute weer te geven.

Het woord monade komt van het Oudgriekse woord μονάς ('eenheid') afgeleid van μόνος, dat één, alleen, uniek betekent. Het woord heeft verscheidene betekenissen in filosofische, muzikale en (informatie-) wetenschappelijke contexten.
Bij de pythagoreërs (volgelingen van Pythagoras) was de monade het eerste ding dat 'was'. De monade bracht de dyade voort, die de getallen baarde. De nummers kregen punten, die de lijnen voortbrachten. Uit lijnen kwamen tweedimensionale entiteiten voort, die lichamen vormden. Uit de lichamen ontstonden de vier elementen aarde, water, vuur en lucht waaruit de rest van de wereld is opgebouwd. De monade was dus een centraal concept in de pythagorese kosmologie, die ervan uitging dat de wereld - letterlijk - opgebouwd was uit getallen. Dit wordt gesteld in het werk van Diogenes Laertius: Over het leven van vooraanstaande filosofen.
Ook Leibniz (1646-1716) hing een vorm van monadisme aan in diens werk de Monadologie.